# 조선의 사법제도
본 문서는 조선의 사법제도(朝鮮-司法制度)를 다루고 있다.
조선의 사법제도는 고려의 제도를 이어받았으며, 근본적인 개혁은 행하지 못하였다. 행정·사법권이 분리되지 않은 사회였으므로 제도상으로는 사법을 맡아보는 기관과 행정을 맡아보는 기관의 권한이 명백히 규정되어 있지 못하고 서로 얽혀 있었다.

## 사법 기관
중앙에서 사헌부·의금부·형조·한성부·장례원(掌隷院)이, 지방에서는 관찰사와 수령이 각각 사법권을 행사할 수 있었다. 그러나 사헌부·한성부·장례원 등은 모두 소관 직무에 관한 사법권만을 가졌던 것이고, 참다운 뜻에서의 사법기관으로서는 형조와 의금부를 들 수가 있다. 형조는 사법 행정의 감독관청인 동시에 복심 재판 기관(覆審裁判機關)이었으며, 의금부는 왕의 명령을 받아서 특수한 범죄만을 다루는 재판기관이었다.
이 밖에 경찰과 감옥에 관한 사무를 처리하는 기관이 따로 있어서, 경찰 사무는 중앙의 포도청(捕盜廳), 지방의 토포사(討捕使)가 맡아보았고, 감옥 사무는 전옥서(典獄署)가 담당하였으나 실제로는 각 관청이나 군문(軍門)에서 소관 직무에 대한 범법자를 잡아 가둘 수가 있었다. 그러나 비변사(備邊司)·병조·형조·한성부·사헌부·승정원포도청·장례원·종부사(宗簿寺)·관찰사·수령 등은 이른바 직수아문(直囚衙門)이라 하여 범법자를 직접 수금(囚禁)할 수가 있었지만, 이 밖의 관청이나 군문에서는 형조로 통고한 뒤에 잡아 가두기로 되어 있었다.
이와 같이 중앙·지방의 여러 기관에서 사법권을 행사할 수 있게 된 결과 일반관료들도 어느 정도 법전에 대한 기초 지식은 가지고 있었으나, 그 실무와 교육을 위하여 형조에 율학청(律學廳)을 설치, 율학교수(律學敎授)·겸교수(兼敎授)·명률(明律)·심률(審律)·율학훈도(律學訓導)·검률(檢律) 등의 관원을 두었으며, 각 도에도 검률이 배치되어 있었다. 이에 필요한 실무자를 등용하기 위해서는 잡과의 하나로서 율과(律科)가 있었다.

## 제도적 특징
형법(刑法)은 건국 초기에는 고려 말기의 제도와 같이 당률(當律)과 원나라의 형률(刑律) 및 그것에 명률(明律)이 첨가된 것을 사용한 듯하나 점차로 명률에 의존하여, 《경국대전》에서는 원칙적으로 《대명률》을 쓰도록 규정하기에 이르렀다. 그러나 명나라와는 서로 국정(國情)이나 풍속이 달랐던 만큼 《속대전》에서는, 어떤 범죄를 처단할 때 그 범죄에 해당하는 형률(刑律)이 《경국대전》이나 《속대전》에 있는 경우에는 이를 따르기로 하고, 없을 경우에 한해서 《대명률》을 적용한다는 내용을 첨가하고 있다. 그러나 《대명률》이라도 조선의 실정에 맞지 않으면, 수교(受敎)에 따라 다소 고쳐지기도 하였다.
범죄 가운데서 가장 무겁게 다룬 것은 반역죄와 강상죄(綱常罪)로서, 이런 범죄가 발생하면 국청(鞫廳)을 특설하여 엄중히 조사 심문하였으며, 범인뿐만 아니라 부모·형제·처자까지도 같이 처벌하는 연좌법(緣坐法)을 적용하여 엄벌로써 다스렸으며, 이들 범죄가 발생한 고을의 호칭은 강등되고(군을 현으로 강등시키는 등) 그 고을 수령은 파면당하기도 하였다. 또 일반적인 범죄에서도 재범(再犯)은 형(形)을 더욱 무겁게 매기고, 삼범(三犯) 이상은 범죄의 종류에 따라 사형에 처하는 경우도 있었다.
형벌은 《대명률》의 예를 따라 사(死)·유(流)·도(徒)·장(杖)·태(苔)의 5종류로 하였는데, 이것은 다시 각각 여러 가지로 세분되었으니, 가령 같은 사형에도 효시(梟示)·교대시(絞待時)·교불대시(絞不代時)·참대시(斬代時)·참불대시(斬不代時)·능지처참(陵遲處斬) 등의 구별이 있었다.
형별을 과하는 권한은 기관에 따라 차이가 있다. 즉 각 아문(衙門)은 태(苔) 이하의 죄를 각각 처벌할 수는 있었지만 그 이상에 해당하는 죄는 상부의 지시를 받아야 하는 규정이 있었다. 사죄(死罪)에 대해서는 이를 신중히 다루기 위해서 먼저 의정부에 보고하여 형조가 재심하고 다시 임금에게 보고하여 의금부가 삼심(三審)하는 제도가 세종 때에 마련되기도 하였다.
재판에 불복이 있을 경우에는 사건의 내용에 따라 다른 관청이나 보다 상부의 관청에 소송을 제기할 수가 있어 심지어는 신문고(申聞鼓)나 쟁(爭)을 쳐서 임금에게 직소(直訴)할 수 있는 제도가 있기는 하였으나, 일반적으로 널리 활용되지는 못하였다.
민법에 대해서는 별로 성문화(成文化)된 것이 없었으며, 주로 관습에 의거하였고, 분쟁의 해결도 대개 행정관의 재량으로 결정되는 경우가 많아 민법에 관한 사항은 법전상 독립된 위치를 갖지 못하여 가족제도에 관계되는 것은 유교의 예론(禮論), 특히 주자가례(朱子家禮)에 대부분 의존하고 있었다. 상속에 관해서는 종법(宗法)과 조종(祖宗)의 제사가 중요시되어 그에 대한 법규가 제법 발달하였으나, 물권(物權)의 관념은 희박하여 토지의 소유권도 뚜렷하지 못하였고 다만 수세(收稅)를 중심으로 점유의 사실이 인정되었을 뿐이었다. 만사의 소송에 관한 것으로는 노비와 토지에 대한 것이 가장 많았다.

## 근대화에 따른 변화
1894년(고종 31)의 갑오경장 때에는 사법 제도에도 큰 개혁이 있게 되어, 범죄자 가족의 연좌법을 폐지하고, 사법관 또는 경찰관이 아니면 사람을 체포하거나 형벌을 줄 수 없다는 등의 사항을 군국기무처(軍國機務處)에서 의결한 바가 있었다. 그 뒤에도 줄곧 사법기관의 정비(整備)에 노력하였는데, 그중에서도 특히 1907년(융희 1)에 대심원(大審院)·공소원(控訴院)·지방 재판소(地方裁判所) 등의 설치를 공포하고 삼심제(三審制)를 채택키로 한 것은 형식적이나마 완전히 근대화된 제도였다는 데 큰 의의가 있다. 그러나 일본이 한국을 침략하면서 사법권을 빼앗고 통감부 재판소(統監府裁判所)를 새로 두는 동시에 감옥의 제도도 아울러 변경시켰다.

## 같이 보기
- 조선
- 조선의 정치제도
- 조선의 사회제도